# Party (filme)
Party (1996) é um filme português de longa-metragem de Manoel de Oliveira.  É baseado na obra Party: Garden-Party dos Açores de Agustina Bessa-Luís.

## Enredo
Um casal encontra um outro casal mais velho durante a festa do seu 10.º aniversário de casamento, com o qual se entrega a um estranho jogo de sedução, mais pela posse das almas do que pela dos corpos. A grande comédia humana num confronto em que se escalpelizam as suas paixões e desejos. 

## Prémios[2]
Globos de Ouro
| Ano  | Categoria         | Resultado |
| ---- | ----------------- | --------- |
| 1997 | Melhor Realizador | Vencedor  |

Festival de Veneza
| Ano  | Categoria    | Resultado |
| ---- | ------------ | --------- |
| 1996 | Leão de Ouro | Nomeado   |